# قواعد بازی (مجموعه تلویزیونی لهستانی)
قواعد بازی (لهستانی: Reguły Gry) یک مجموعهٔ تلویزیونی کمدی لهستانی است که در سال ۲۰۱۲ منتشر شد.

## گزیدهٔ بازیگران

### اصلی
- یولیا کامینسکا
- ماچئی زاکوشچیلنی
- کاتاژینا کویاتکوفسکا
- یان یانکوفسکی
- پاوئو ویلچاک

### فرعی
- باربارا کرافتوونا
- آندژی واپیتسکی
- کاتاژینا کووچک
- مارتا شچیسوویچ
- لیلیانا کوموروفسکا
- آنا اسمووویک
- میروسواف زبرویویچ
- الکساندرا نیشپیلاک
- آنا چارتوریسکا-نیمچیتسکا
- ماگدالنا گورسکا
- ماگدالنا وویچیک
- آنا اوبرتس
- الژبیتا رومانوفسکا
- میلنا سوشینسکا
- آنتونینا گیریچ
- فیلیپ پوآویاک
- اِوا تِـلِـگا
- کاتاژینا پاسکودا
- ماچئی مالنچوک
- سباستیان استانکیه‌ویچ
- یاکوب زدرویکوفسکی
- والدمار بواشچیک